# 绿坝娘
绿坝娘（日语： Gurīndamu tan）是对中国大陆网络过滤软件《綠壩·花季護航》的萌拟人化形象。中国大陆的ACG爱好者们用这样一种调侃的方式表达了对政府大规模推广绿坝软件這一有妨礙資訊暢順通達之嫌的行為的不满。目前还没有一致公认的人物造型，但性格上基本已经确认为傲娇加天然呆。

## 背景
2009年5月19日，工业和信息化部下发《关于计算机预装绿色上网过滤软件的通知》，意在用强制推广监控软件的方式强化网络控制，广大网民對此發出强烈爭議與不满。
随着绿坝软件的试用推广，该软件的各种问题逐渐暴露出来，包括官方网站有成人网站的友情链接、软件识别能力低下、具有诸如不能完全卸载等流氓软件特征、管理密码可以轻易破解、被指剽窃美国开源软件等。这项耗资4170万的政府工程因此备受指责。而绿坝软件的诸多问题也成了网友设定绿坝娘形象的灵感源泉。

## 人物形象

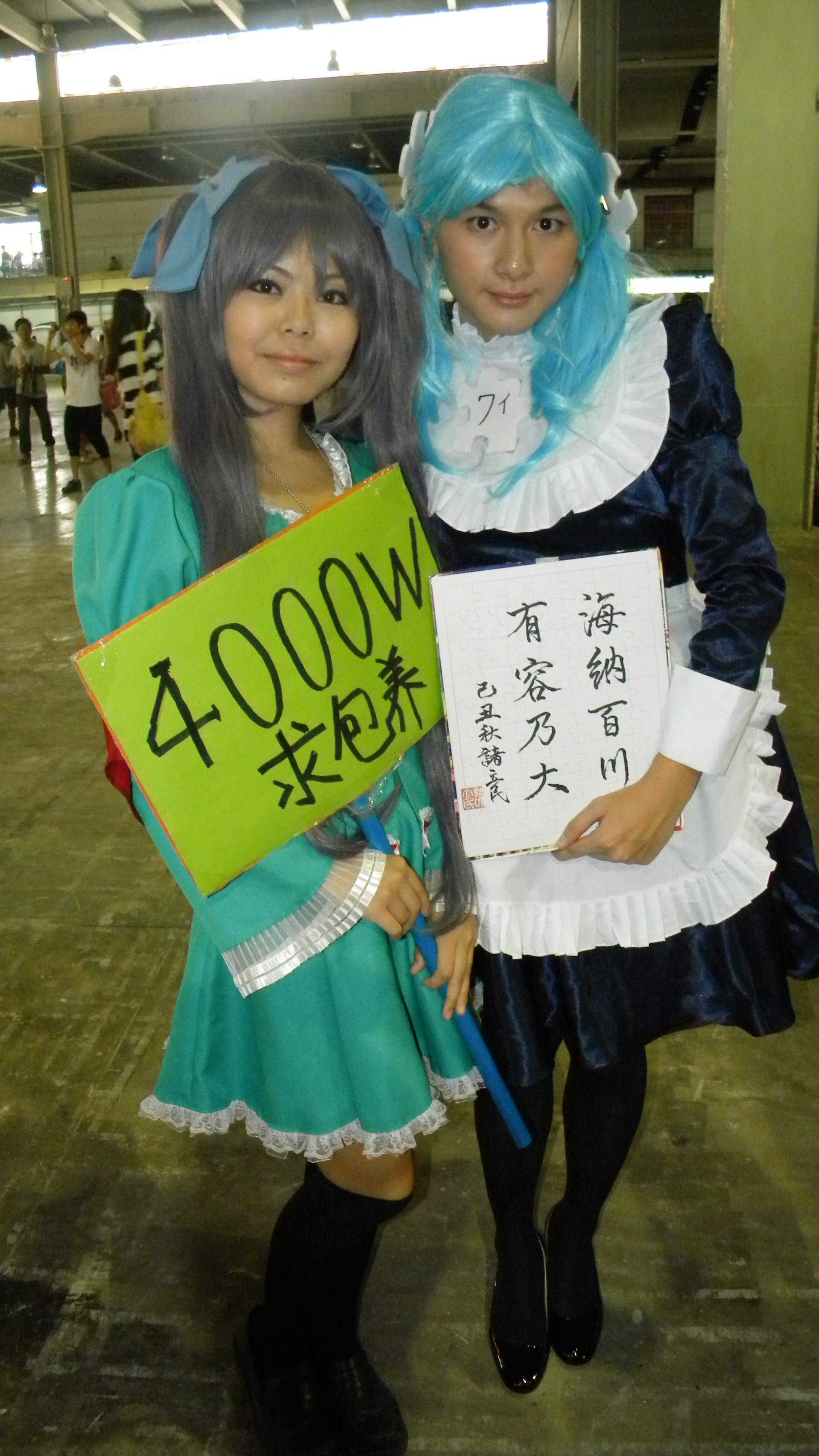
河城荷取藍本版本綠壩娘Cosplay（左方）與維基娘Cosplay（右方）

### 名稱
中國大陸網友將此萌化角色取名為「綠壩娘」，亦有「綠壩子」、「綠壩少女」、「格林達姆」等稱呼。英文名則直譯作“Green Dam Girl”。日本網友因日本漢字字庫中沒有「壩」字，故把「壩」字以表音文字取代，稱其名為。

### 外形
目前外形眾多，但從網路上幾張流傳甚廣的圖像，可以歸納出綠壩娘的幾項特色：一個懷裡抱著幾隻兔子（綠壩軟體的吉祥物）的勇士（crusader），戴著河蟹帽，持著封印着魔物的瓶子。身上佩帶著一些飾件，諸如：鑰匙、風紀袖章。目前人氣最高的主流形象以東方Project中的河城荷取為藍本，也有取材于其他ACG人物及原创的绿坝娘形象，但影响力不如前者。

### 性格
其中 一些性格设定包括：
- 天然呆（天然ボケ）[5]，經常把關鍵字忘掉。
- 傲娇，身價四千萬，愛欺負XP娘与IE娘，但無法欺負Vista娘、火狐娘与360娘。

### 其他
- 因工信部以4170萬元人民幣採購，故設定其戰鬥力4170萬[12]，而網上亦有身價四千萬的大小姐的說法。
- 色弱，面對大量黃色和人體膚色時會不分青紅皂白地屏蔽。
- 数据库中色情網址被破解，故有喜歡把色情網址寫在內褲上的說法。
- 因其英文名称为“GREEN DAM”，一起拼写即为“GREENDAM”，和“GUNDAM”相似，又因为GUNDAM的相关作品中吉恩公国的泛用人形兵器“扎古”是绿色的，故有人设定“扎古”是绿坝娘的专用座机。
- 口头禅：“H什么的最讨厌了。”

### 各種常見形象
- 河城荷取藍本版本（绿坝娘人设最终版）
- 龙崎逸畫的偽春菜版本
- 孫渣畫的（遺失）版本，特徵是戴三只表、抱二只兔、和有時有河蟹手。
- vskiller畫的（遺失）版本，特徵是銀髪以及七件軟件圖片的擬人化：兔子頭飾（兔子）、兔子玩偶（兔子）、蝴蝶結（蝴蝶）、光碟腰包（光碟）、放大鏡（放大鏡）、鎖匙（恢復密碼）、裝了文件的斜背袋（紙）和盾牌頭飾（盾牌），沒有齒輪。

集合的同人圖

## 趣闻
- 「綠壩娘」一詞被輯入搜狗拼音輸入法官方推薦詞庫《網絡流行新詞》第297版，认可为“网络流行新词”。[14]
- 與綠壩娘此一萌化角色相對照的是，80年代出生的作家韓寒曾撰文創造了「綠爺」這一角色。[15]除了綠爺外，也有綠壩叔。

## 相关历史
- 2009年6月间，在百度百科上，有网友以「绿坝娘」、「绿BAR娘」等名义申请建立词条，均未通过。2009年6月12日曾以「格林达姆」的名义短暂的存在于百度百科上，词条存在时间不长，次日下午即被管理员刪除。2009年6月14日再次以「Green Dam」的名义出现在百度百科上，词条存在约一周后，于2009年6月21日被管理员删除。
- 2009年6月间，网上流传出上海的Cosplay玩家的绿坝娘Cosplay图片，形象为左手扶帽、右手叉腰。这是第一个以绿坝娘为形象的Cosplay。不久之后网上又流传出以她的Cosplay照为原型的动漫绘图。
- 2009年6月12日，网友上传《绿坝娘之歌》，东方Project二次同人歌曲改编。
- 2009年6月19日，网友荼荼丸将方正畅听女童声内置音源抽出，声线提升25%制作了绿坝娘的电子合成声音，由其制作者命名为绿坝1号音源。
  - 2009年6月20日，荼荼丸引用自2009年2月12日[16]发布于NICONICO上的 （页面存档备份，存于）的旋律，使用“绿坝1号音源”重新填词，制作了同人歌曲《绿坝绿坝★河蟹你全家feveR.》，由网友转载上传至AcFun以及YOUTUBE。该歌曲在首日播放次数超过7万点击量。
  - 2009年6月25日，配音演员山新在其博客中公布了由她个人完成的绿坝娘国内首个同人配音声音系统。名为“绿坝系统日文版语音V.1.0”[17]。
- 2009年6月30日18:20，百度“绿坝娘”吧被禁止发帖，输入框显示“抱歉，根据相关法律法规和政策，本吧目前只能浏览，不能发贴”。
- 2009年6月底，网友开发的同人游戏《绿坝娘的河月蟹日》发布，游戏平台为PSP和PC，游戏适合年龄为18岁以上。
- 2009年7月1日中午12点左右，百度“绿坝娘”吧被清空，其首页显示“抱歉，根据相关法律法规和政策，本吧暂不开放”。百度的网页、图片、MP3、视频搜索和百度帖吧的帖吧内搜索都无法查找到相关结果，如在百度网页搜索内输入“绿坝娘”三个字，则显示“搜索结果可能不符合相关法律法规和政策，未予显示。”；但是在“绿坝娘”这三个字之间打空格仍可返回搜索结果。
- 同日下午2点左右，Google中国的网页、图片、视频等相关搜索亦被屏蔽，之后恢复。
- 2009年7月15日，“中国本土同人联盟论坛”（实为“中国绿坝娘同盟论坛”改名）无法登陆，后于7月20日恢复。
- 2009年7月19日，17173第七届游戏动漫嘉年华Cosplay比赛上海赛区中[18]，XP无双团的演出节目《XP无双——新生的英雄》中出现了绿坝娘的Cosplay舞台剧表演。[19]
- 2009年8月6日，网上出现了以绿坝娘为主角的的成人漫画。[20]
- 2009年10月，网友创建“绿坝娘wiki”，用以收集绿坝娘相关资料，后改为“中华萌娘小百科”，广泛收录各类萌拟人化形象及相关知识。现名为萌娘百科。
- 2015年5月下旬前中國大陸互聯網對中文維基百科綠壩娘條目本身已不再實施屏蔽。（但部分地区仍有一定时间无法登陆的情况）。
- 2019年8月30日，百度百科中的绿坝娘词条已经被删除，具体删除日期有待补充。

## 外界評價
- 羊城晚报报业集团下属的金羊网称，绿坝娘的出现是因为中国网民“用漫画表达对绿坝的喜爱”。[21]
- 日本動漫相關社群，例如2ch，稱綠壩娘角色的創作是中國萌擬人化風潮之發端。[5]
- 外國媒體表示：網友發展此一角色是對中華人民共和國網路審查政策的嘲弄。[4]

## 外部連結
- 80後之漫畫逆襲：緑壩調教
- Zittrain: The Future of the Internet — And How to Stop It （页面存档备份，存于）
- Lessig: Remix : Making Art and Commerce thrive in the hybrid economy
- Lessig:《 自由文化 》 繁體BETA 版
- 绿坝娘伪春菜人格制作进度与备忘